# Anna Haak
Anna Haak (ur. 19 września 1996) – szwedzka siatkarka, grająca na pozycji przyjmującej, reprezentantka Szwecji.
Jej młodsza siostra Isabelle, również jest siatkarką, która od sezonu 2022/2023 występuje w najbardziej utytułowanych włoskim klubie – Prosecco Doc Imoco Conegliano.

## Sukcesy klubowe
Mistrzostwo Szwecji:
- 2015[9]
- 2013, 2014

Puchar Szwecji:
- 2015[10]

NEVZA:
- 2015[10]

Mistrzostwo Francji:
- 2021
- 2022[11], 2023[12]

Puchar Francji:
- 2021

Superpuchar Francji:
- 2022[13]

## Sukcesy reprezentacyjne
Srebrna Liga Europejska:
- 2018[14]

Złota Liga Europejska:
- 2024[15]
- 2023[16]

## Nagrody indywidualne
- 2018: Najlepsza przyjmująca Srebrnej Ligi Europejskiej[17]